# 丽江通泉草
丽江通泉草（学名：Mazus rockii），为玄参科通泉草属下的一个植物种。